# بوقية فارسية
البوقية الفارسية (باللاتينية: Fritillaria persica) نوع نباتي ينتمي إلى جنس البوقية من الفصيلة الزنبقية.

## الموئل والانتشار
موطنها بلاد الشام وتركيا وقبرص.

## مرادفات للاسم العلمي
- (باللاتينية: Theresia persica (L.) K. Koch)
- (باللاتينية: Tozzettia persica (L.) Parl.)
- (باللاتينية: Fritillaria arabica Gand.)
- (باللاتينية: Fritillaria eggeri Bornm.)
- (باللاتينية: Fritillaria libanotica (Boiss.) Baker)
- (باللاتينية: Fritillaria nobilis Salisb.)
- (باللاتينية: Theresia libanotica Boiss.)